# Teze o semiotičkom proučavanju kultura
Teze o semiotičkom proučavanju kultura (primenjene na slovenske tekstove) naslov je programskog teksta Tartu-moskovske škole napisanog 1973 godine. Ovaj tekst postavio je temelje nove discipline nazvane semiotika kulture. Zajedno su ga napisali članovi Tartu-moskovske škole, Jurij Lotman, Vjačeslav Ivanov, Aleksandar Pjatigorski, Vladimir Toporov i Boris Uspenski.
Tekst se sastoji od 9 teza. Prve dve opisuju istraživački program semiotike kulture, dok se ostalih 7 bave razmatranjem različitih koncepata koji su važni za proučavanje kultura upotrebom semiotičkog metoda.
Teze o semiotičkom proučavanju kultura rezultat su intenzivnog rada na stvaranju semiotičkog pristupa kulturi Tartu-moskovske škole tokom 60-ih godina, posebno vezanog za Letnje škole semiotike koje su se održavale u mestu Kariku.